# Six Flags Great America
Six Flags Great America, originalmente Marriot's Great America, è uno dei principali parchi divertimento statunitensi ed è una delle principali strutture della catena Six Flags. 

## Storia

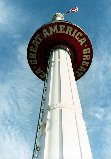
La torre del parco divertimento

Sorge a Gurnee, nell'Illinois, e viene considerato il parco divertimenti principale della zona di Chicago e Milwaukee. Aperto al pubblico nel 1976 col nome di Marriot's Great America, fu acquistato dalla compagnia Six Flags nel 1984 che lo ribattezzò col nome attuale. Attualmente il parco presenta 8 aree tematiche, un parco acquatico di 13 ettari e tre aree specializzate per bambini.
Come tutte le strutture Six Flags, si distingue principalmente per il numero delle montagne russe presenti (13 nel 2007) e per le tipologie quanto più eterogenee. Questo parco è stato infatti scelto dalla direzione della compagnia per installare nel 1990 la prima montagna russa in cui si viaggia in piedi, lo stand-up coaster Iron Wolf. 
Il massimo della notorietà la raggiunse però nel 1992 quando venne installato il capostipite di tutti gli attuali inverted coaster: Batman The Ride, montagna russa poi realizzata in molti altri parchi della catena Six Flags. Ambedue le attrazioni prima citate sono state anche le prime realizzazioni della ditta svizzera Bolliger & Mabillard, oggi famosissima. 
Altre montagne russe presenti nel parco:
- American Eagle (1981): enorme montagna russa in legno che presenta nel percorso una discesa ad elica.
- Racing Bull (1999): hyper coaster (montagna russa di altezza 61.6m) firmato ancora Bolliger & Mabillard.
- Superman: Ultimate Flight (2003): flying coaster firmato ancora Bolliger & Mabillard.